# ATP Meran
Das ATP-Turnier von Meran (offiziell Merano Open) war ein Herren-Tennisturnier, das 1999 einmalig ausgetragen wurde.

## Geschichte
Das Turnier ersetzte die Veranstaltung von Bologna im Tourkalender und wurde wie dieses im Freien auf Sandplatz ausgetragen. Ebenfalls übernommen wurde der Termin, die Merano Open fanden in der Woche vor Wimbledon statt.
Das Turnier lief im Rahmen der ATP International Series, der Vorgängerserie der ATP Tour 250. Mit der Einstellung des Turniers nach nur einem Jahr ging auch die Tradition zu Ende, dass zwischen Roland Garros und Wimbledon Sandplatzturniere veranstaltet werden; seitdem finden in diesem Zeitraum nur noch Rasenturniere statt. Austragungsstätte war der Tennis Club Meran.

## Siegerliste

### Einzel
| Jahr | Sieger           | Finalgegner  | Finalergebnis |
| ---- | ---------------- | ------------ | ------------- |
| 1999 | Fernando Vicente | Hicham Arazi | 6:2, 3:6, 7:6 |

### Doppel
| Jahr | Sieger                        | Finalgegner                    | Finalergebnis |
| ---- | ----------------------------- | ------------------------------ | ------------- |
| 1999 | Lucas Arnold Ker Jaime Oncins | Marc-Kevin Goellner Eric Taino | 6:4, 7:6      |